# RPGFan
RPGFan（アールピージーファン）は、コンピュータRPGに関するニュース、レビュー、批評、画像を発信するウェブサイト。1999年に開設された。RPGFanは、ファンアートやゲームのサウンドトラックに関する情報も扱っている。現在はエリック・ファランドが編集者で、スティーヴン・ハリスが広報を担当している。ウェブマスターはジョン・マキャロルである。